# U-10 (Kriegsmarine)
U-10 je bila nemška vojaška podmornica Kriegsmarine, ki je bila dejavna med drugo svetovno vojno.

## Zgodovina
Podmornica je opravila pet bojnih plovb, na katerih je potopila dve tovorni ladji s skupno 6.356 BRT.
Delovala je večinoma na območju ožine Kattegat in Severnega morja, leta 1940 pa je sodelovala v operaciji Weserübung.
1. avgusta 1944 je bila izvzeta iz uporabe in bila kasneje uporabljena za rezervne dele za druge podmornice.

## Poveljniki
| Poveljniki |                 |                          |                                        |
| Št.        | Čin             | Ime                      | Poveljstvo                             |
| 1.         | Nadporočnik     | Heinz Scheringer         | 11. september 1935 - 21. december 1935 |
| 2.         | Kapitan korvete | Werner Scheer            | 21. december 1935 - 1. maj 1936        |
| 3.         | Nadporočnik     | Heinz Beduhn             | 1. maj 1936 - 29. september 1937       |
| 4.         | Nadporočnik     | Hannes Weingrärtner      | 30. september 1937 - 3. april 1938     |
| 5.         | Kapitanporočnik | Herbert Sohler           | 4. april 1938 - 31. julij 1938         |
| 6.         | Kapitan korvete | Kurt von Goßler          | 1. avgust 1938 - 4. januar 1939        |
| 7.         | Kapitanporočnik | Georg-Wilhelm Schulz     | 5. januar 1939 - 15. oktober 1939      |
| 8.         | Nadporočnik     | Günther Lorenz           | 15. oktober 1939 - januar 1940         |
| 9.         | Nadporočnik     | Joachim Preuss           | januar 1940 - 9. junij 1940            |
| 10.        | Kapitanporočnik | Rolf Mützelburg          | 10. junij 1940 - 29. november 1940     |
| 11.        | Kapitanporočnik | Wolf-Rüdiger von Rabenau | 30. november 1940 - 9. junij 1941      |
| 12.        | Nadporočnik     | Kurt Ruwiedel            | 10. junij 1941 - 29. november 1941     |
| 13.        | Kapitanporočnik | Hans Karpf               | 30. november 1941 - 22. junij 1942     |
| 14.        | Nadporočnik     | Christian-Brandt Coester | 23. junij 1942 - februar 1943          |
| 15.        | Nadporočnik     | Wolfgang Strenger        | februar 1943 - februar 1944            |
| 16.        | Nadporočnik     | Kurt Ahlers              | februar 1944 - 1. julij 1944           |

## Tehnični podatki
| Kategorije                                    | Podatki         |
| --------------------------------------------- | --------------- |
| Teža (t): na površju pod površjem polna Teža  | 279 328 414     |
| Dolžina (m) - tlačni trup (m)                 | 42,70 - 28,20   |
| Širina (m) - tlačni trup (m)                  | 4.08 - 4,00     |
| Izpodriv (m)                                  | 3,90 m          |
| Višina (m)                                    | 8,60            |
| Moč (hp): na površju pod podvršjem            | 700 360         |
| Hitrost (vozlov): na površju pod podvršjem    | 13,0 7,0        |
| Doseg (milja/vozel): na površju pod podvršjem | 3100/8 43/4     |
| Torpeda/Torpedne cevi                         | 5/3 (na premcu) |
| Mine                                          | 12 TMA          |
| Posadka                                       | 22-24           |
| Maksimalni potop (m)                          | 150             |

## Potopljene ladje
| Datum            | Ime                      | Država     | Tonaža    | Usoda      |
| ---------------- | ------------------------ | ---------- | --------- | ---------- |
| 17. februar 1940 | Kvernaas (tovorna ladja) | Norveška   | 1.819 BRT | potopljena |
| 18. februar 1940 | Ameland (tovorna ladja)  | Nizozemska | 4.537 BRT | potopljena |